# Elekes Zsuzsa
Elekes Zsuzsa (Budapest, 1955. május 13.) Bach-díjas és Liszt Ferenc-díjas magyar orgonaművész, a budapesti Bartók Béla Zeneművészeti Szakközépiskola és Gimnázium tanára.

## Pályája
Zenei tanulmányait 1969-ben a Bartók Béla Zeneművészeti Szakközépiskolában kezdte, ahol orgonatanára Lehotka Gábor, zongoratanára Kertész Lajos volt. 1974-ben felvételt nyert a Liszt Ferenc Zeneművészeti Főiskola orgona szakának II. évfolyamára, ahol 1978-ban kitüntetéses oklevéllel diplomázott Gergely Ferenc növendékeként. 1975-től párhuzamosan elvégezte a Tanárképző Főiskola zongora szakát Sztankay Lajosnál, majd csembalózni tanult Sebestyén Jánosnál.
1979/80-ban a Kulturális Minisztérium ösztöndíjasaként a lipcsei Felix Mendelssohn Bartholdy Zeneművészeti Főiskolán tanult tovább Hannes Kästner professzornál, a lipcsei Tamás templom orgonistájánál orgonát és csembalót.
Ezekben az években részt vett Marie-Claire Alain, Jean Guillou, Johannes-Ernst Köhler, Michael Radulescu, Michael Schneider és Luigi Tagliavini mesterkurzusain.
Hangversenyein elsősorban Liszt, Bach, Reger, a német romantika és a XX. századi magyar szerzők műveit játssza. Magyarországon kívül (Budapest, Pécs, Vác, Kőröshegy, Szeged, Szombathely) koncertezett Ausztriában, Németországban, Csehszlovákiában, az Egyesült Királyságban, Franciaországban, Hollandiában, Olaszországban, Lengyelországban, Romániában, a Szovjetunióban, Jugoszláviában és Japánban.
Hazai és külföldi rádió- és tévéfelvételei mellett mintegy 20 hanglemez- és CD-felvétele készült magyar, német, holland és japán kiadóknál.
Rendszeresen kap felkérést nemzetközi orgonaversenyek zsűrijében való részvételre.
1980 óta a budapesti Bartók Béla Zeneművészeti Szakközépiskola orgonatanára.

## Díjak és kitüntetések
- Orgonaverseny a Zeneakadémia fennállásának 100. évfordulója alkalmából, 1975 – 1. díj
- Artisjus-díj – a kortárs magyar zene népszerűsítéséért, 1975
- I. Budapesti Liszt Ferenc Nemzetközi Orgonaverseny, 1978 – 2. díj
- Prágai Tavasz Nemzetközi Orgonaverseny, 1979 – 3. díj (a zsűri 1. díjat nem adott ki)
- VI. Nemzetközi Johann Sebastian Bach Verseny, Lipcse, 1980 – 1. díj
- Liszt Társasági Emlékérem – 1986
- Cziffra Alapítványi Díj – 1988
- Artisjus-díj – 1992
- Artisjus-díj – 1993
- Liszt Ferenc-díj – 1994
- Nemzetközi Liszt Hanglemez Nagydíj – 1995

## Külső hivatkozások
- Elekes Zsuzsa adatlapja a BMC-n